# Carrick-on-Suir
Carrick-on-Suir es una localidad situada en el condado de Tipperary de la provincia de Munster, República de Irlanda. En esta localidad nació el exciclista profesional Sean Kelly.
Se encuentra ubicada en la zona centro-sur del país, cerca de las montañas Galtee al norte de Cork y al sureste de Galway.

## Demografía
En 2016, tenía una población de 5771 habitantes.Según el censo de 2022, esta descendió a 5752, con 2864 hombres y 2888 mujeres, siendo 864 las personas nacidas en otro país.